# Franc Metelko

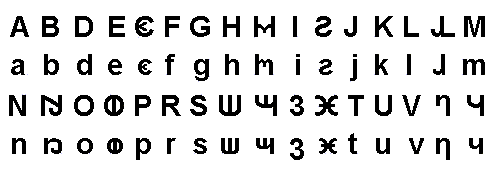
Metelko-schrift (1824-1838)

Franc Serafin Metelko (Škocjan bij Mokronog, 14 juli 1789 -  Ljubljana, 27 december 1860) was een Sloveens priester en taalkundige. 
Metelko ontwikkelde een nieuw schrift voor de Sloveense taal, dat hij in zijn boek Lehrgebäude der slowenischen Sprache in 1825 in Ljubljana liet verschijnen. Metelko vond, dat er afstand genomen moest worden van het Bohorič-schrift, dat op het Duitse schriftsysteem was gebaseerd. Het Metelko-schrift werd door Franc Metelko in zijn boek "Neu-Krain" genoemd, maar raakte bekend als Metelčica ("Metelko-schrift"). 
Achterliggende gedachte bij het Metelko-schrift was een vereenvoudiging van de schrijfwijze door elke klank een apart letterteken toe te kennen. Het gebruik van fonetisch schrift werd al eerder gelanceerd door de taalkundige Jernej Kopitar, die onder invloed stond van de ideeën van Vuk Karadžić. In het Metelko-schrift gaf hij bijvoorbeeld de klanken Č, Š en Ž (tot dan weergegeven met steeds twee letters) weer met cyrillische letters en de vokalen e en o gaf hij weer met vijf verschillende letters, al naargelang de geslotenheid van de klank. De complexiteit van zijn alfabet zorgden ervoor dat het zich nooit heeft kunnen doorzetten. Het gebruik ervan werd in 1833 verboden.
- CiNii: DA15202224
- Gemeinsame Normdatei: 1022880934
- International Standard Name Identifier: 0000 0003 8519 5056
- Library of Congress Control Number: n2020027747
- Nationale en Universitaire bibliotheek Zagreb: 000133040
- Nederlandse Thesaurus van Auteursnamen: 217061419
- Virtual International Authority File: 74199285